# 藝起發光
台灣藝起發光促進協會（Arise and Shine Artists Association）是一個由藝人宋逸民創立，從促進協會轉型為宗教教會的組織。藝起發光最初於2010年成立為一個跨教會合作的協會，主要承辦基督徒音樂活動「愛在四月天」，由黃國倫擔任首任理事長，旨在結合基督徒藝人推動公益。然而，隨著運作方向轉變，協會逐漸演變為教會，引發內部成員分歧，並吸引爭議，例如奉獻款管理不當、涉嫌逃稅、偽造文書、及與太魯閣列車事故相關的「假見證」指控。當中逃稅及偽造文書指控通過國稅局及地檢署調查後查無不法結案。
近年來，該教會持續面對負面新聞，包括成員公開與其切割、被指控在宣傳中使用未經許可的名人照片，以限制教友交友圈，孤立洗腦教友等邪教操作手法作為懲罰手段、以及要求教友貸款奉獻等。

## 爭議

### 小甜甜家暴風波
於2022年12月，藝人張可昀（小甜甜）被丈夫施暴後報警，卻遭教會宋逸民夫婦及白家綺夫婦四人阻撓驗傷並施壓撤告，理由包括「只打了一次」及要求「饒恕與原諒」。宋逸民又被指對小甜甜破口大罵，但宋逸民否認。儘管在壓力下假意同意，小甜甜最終仍獨自驗傷並提告。教會領導宋逸民及成員不僅對她的行為表示不滿，還公開質疑其私生活並孤立她。事件引發社會關注家暴零容忍和宗教團體的權力操控問題，外界亦對教會要求教友貸款、洗腦教友、限制教友嘅交友圈等操作方式批評其邪教化。

## 資料來源
1. 1 2 3  林怡秀. . 聯合新聞網. 2022-12-28  [2024-12-02] （中文（臺灣））.
2. 1 2  吳家瑋. . 周刊王CTWANT. 2024-11-17  [2024-12-02] –Yahoo News （中文（臺灣））.
3. 1 2  劉昌松. . www.ettoday.net. 2024-05-28  [2024-12-02] （中文（繁體））.
4. ↑  林盈君. . NOWnews今日新聞. 2024-05-28  [2024-12-02] （中文（臺灣））.
5. ↑  潘千詩. . TVBS.   [2024-12-02] （中文（臺灣））.
6. ↑  余姿函. . Yahoo News. 2023-04-11  [2024-12-02] （中文（臺灣））.
7. ↑  謝文哲. . 鏡週刊 Mirror Media. 2024-01-02  [2024-12-06] （中文（繁體））.
8. 1 2 3 4  . 《思想坦克》. 2023-01-12  [2024-12-06] –關鍵評論網 （中文（臺灣））.
9. 1 2  . Sing Tao Canada 星島加拿大. 2022-12-26  [2024-12-06] （中文（臺灣））.
10. 1 2  . TNL The News Lens 關鍵評論網. 2022-12-26  [2024-12-06] （中文（臺灣））.
11. 1 2  . 網路溫度計DailyView. 2023-01-05  [2024-12-15] （中文（繁體））.
12. ↑  Storm.mg. . 風傳媒. 2023-01-05  [2024-12-15] （中文（臺灣））.
13. 1 2  . 聯合新聞網. 2023-01-05  [2024-12-15] （中文（臺灣））.
14. ↑  中時新聞網. . 中時新聞網.   [2023-02-07] （中文（臺灣））.
15. ↑  . 蕃新聞.   [2023-02-07] （中文（臺灣））.
16. ↑  . 鏡週刊 Mirror Media. 2022-12-29  [2023-02-07] （中文（繁體））.

## 外部連結
- ASAA台灣藝起發光促進協會官方網站[]（页面存档备份，存于）
- 藝起發光的Facebook專頁
- YouTube上的藝起發光頻道
- 內政部合作及人民團體司籌備處-台灣藝起公益協會介紹 （页面存档备份，存于）